# Sextans A
Sextans A es el nombre de una galaxia enana irregular en la constelación de Sextans. De magnitud aparente 11,9 es una galaxia de baja luminosidad superficial, es decir, emite menos luz por unidad de área que una galaxia normal. Con un diámetro de unos 5000 años luz, se encuentra a 4,3 millones de años luz de distancia.
Sextans A es una de las galaxias más distantes del Grupo Local, formando parte de un subgrupo llamado Grupo de NGC 3109. Cerca de los límites del Grupo Local, es posible que no se halle ligada gravitacionalmente al mismo.
Sextans A se caracteriza por su peculiar forma cuadrada. Se piensa que hace 100 millones de años algo inició una onda de formación estelar en el centro de Sextans A. Estrellas masivas y de corta vida explotaron como supernovas, lo que a su vez generó la formación de nuevas estrellas y de nuevas supernovas, finalmente dando lugar a una "nube" en expansión, que desde nuestra perspectiva tiene forma aproximadamente cuadrada.
En la actualidad Sextans A continua formando estrellas. Algunas de ellas, muy masivas, iluminan las superbubujas de Hidrógeno ionizado que se detectan al Este y al oeste de la galaxia como confirmó recientemente el Gran Telescopio Canarias.
Fue descubierta en 1942 por Fritz Zwicky.